# L'esperimento Angel. Maximum Ride
Maximum Ride - L'esperimento Angel è un romanzo di James Patterson, appartenente alla saga Maximum Ride.

## Trama
Maximum Ride - L'esperimento Angel è un romanzo che ha come protagonisti sei ragazzi-uccello, divenuti tali in seguito agli esperimenti genetici di alcuni scienziati.
I bambini sono stati presi in fasce alle famiglie con l'aiuto di alcuni medici. I loro nomi sono Max, Fang, Iggy, Nudge, Gasman e Angel. Max, la più grande - 14 anni -, è il capo del gruppo. È una ragazza molto attenta, responsabile ed ha un debole per la più piccolina, Angel, di 6 anni, telepatica, che sembra assomigliare in tutto e per tutto ad un dolce e tenero angioletto dai riccioli biondi. A soli 14 anni, Iggy è un abilissimo fabbricatore di bombe ed è cieco. La sua cecità non è genetica ma provocata dai folli esperimenti che tentavano di potenziare la sua vista. Gasman è il fratellino naturale di Angel, chiamato così per le puzzolenti emissioni d'aria. Possiede un'abilità particolare nell'imitare voci e suoni. Nudge ha 11 anni, è una ragazzina logorroica secondo Max: parla troppo ed in ogni contesto. Ultimo, ma non come interesse, il quattordicenne Fang, coraggioso, forte e determinato e, al contrario di Nudge, molto taciturno. Come detto, loro sono un esperimento, umani al 98%, hanno delle grandi ali con le quali possono librarsi in aria e volare per lunghe distanze. Sono inoltre dotati di una forza sovrumana. Sono cresciuti in laboratorio, in una sezione chiamata la "Scuola", una vera e propria prigione con delle guardie non del tutto umane (sono ibridi "lupinoumani"), chiamate "Eliminatori". Un giorno, con l'aiuto di uno degli scienziati, Jeb, sono riusciti a scappare e da allora gli Eliminatori danno loro costantemente la caccia.
In questa vicenda i  ragazzi affrontano varie prove per salvare Angel che era stata rapita dagli Eliminatori.
Il libro fa parte della saga Maximum Ride:
- Maximum Ride - L'esperimento Angel
- Maximum Ride - La scuola è finita
- Maximum Ride - Salvare il mondo ed altri sport estremi
- Maximum Ride - Il volo finale
- Maximum Ride - Max
- Maximum Ride - Fang
- Maximum Ride - Angel
- Maximum Ride - Nevermore
- Maximum Ride - Forever